# Nyica
A Nyica (oroszul: Ница) folyó Oroszország ázsiai részén, a Szverdlovszki területen, a Tura jobb oldali mellékfolyója.

## Földrajz
Hossza: 262 km, vízgyűjtő területe: 22 300 km², évi közepes vízhozama (Irbit városnál): 42,5 m³/sec.
A Nyejva és a Rezs folyók találkozásával keletkezik és a Nyugat-szibériai-alföldön folyik délkelet felé. Nagyobbik forráságával, a Középső-Urál keleti oldalán eredő Nyejvával együtt hossza 556 km. 
Eső és főként hóolvadék táplálja. Október végén, november elején befagy és áprilisban szabadul fel a jégpáncél alól. Hajózható.
Legnagyobb, jobb oldali mellékfolyója az Irbit (171 km), melynek torkolatánál, a Nyica jobb partján fekszik Irbit város. Itt vezet át a folyón a Jekatyerinburg–Tavda vasútvonalon fekvő vasúti híd.